# Peter Elming
Peter Elming (født 4. september 1951 i Birkerød, død 28. september 1993) var en dansk økonom og embedsmand.
Han blev cand.polit. 1977 og blev som studerende ansat i DSB i 1973, hvor han senere blev chef for generaldirektørens sekretariat, chef for personaletjenesten og direktør for passagerafdelingen. Elming var med til at modernisere DSBs struktur og var en af hovedkræfterne bag etatens Plan 2000. Han var desuden formand for Dansk Cyklist Forbund 1980-1988. Han blev i marts 1993 departementschef i Trafikministeriet hvor han afløste den legendariske departementschef gennem mange år Jørgen L. Halck, men Elming døde senere samme år ved en trafikulykke på Køge Bugt Motorvejen.
Peter var gift med Betina Hagerup.
Peter efterlod fire børn: William Elming, Victoria Elming, Ole Buch og Lone Buch
Dansk Cyklist Forbund indstiftede i 1994 Peter Elmings Initiativpris
Han bør ikke forveksles med Mogens Elming, som var ministersekretær for trafikminister Frode Nør Christensen.